# Марійське сільське поселення
Марі́йське сільське поселення (рос. Марийское сельское поселение) — муніципальне утворення у складі Марі-Турецького району Марій Ел, Росія. Адміністративний центр — селище Марієць.

## Населення
Населення — 1397 осіб (2019, 1947 у 2010, 2545 у 2002).

## Склад
До складу поселення входять такі населені пункти:
| Населений пункт          | Населення, осіб (2002) | Населення, осіб (2010) |
| ------------------------ | ---------------------- | ---------------------- |
| Болгари, присілок        | 75                     | 43                     |
| Ведьорники, присілок     | 113                    | 103                    |
| Верхній Мир, присілок    | 23                     | 15                     |
| Дружино, присілок        | 136                    | 117                    |
| Дубровка, присілок       | 8                      | 8                      |
| Ісмаїл, присілок         | 95                     | 73                     |
| Кірино, присілок         | 13                     | 5                      |
| Мала Нуса, присілок      | 24                     | 22                     |
| Малий Сардабаш, присілок | 0                      | 0                      |
| Малий Тюнтер, присілок   | 80                     | 65                     |
| Малі Носли, присілок     | 38                     | 23                     |
| Малі Янгурці, присілок   | 5                      | 3                      |
| Марієць, селище          | 977                    | 728                    |
| Новопавловський, селище  | 265                    | 154                    |
| Новий Мир, присілок      | 65                     | 35                     |
| Симоновськ, присілок     | 0                      | 0                      |
| Шишинер, присілок        | 157                    | 131                    |
| Шора, присілок           | 471                    | 422                    |